# Palpita viriditinctalis
Palpita viriditinctalis là một loài bướm đêm trong họ Crambidae.